# بيثنتي ويدوبرو
بيثنتي جارثيا ويدوبرو فرنانديز(بالإسبانية: Vicente Huidobro)‏ هو شاعر تشيلي، ولد في 10 يناير عام 1893 بالعاصمة الشيلينية سانتياجو ،وتوفي في الثاني من يناير عام 1948.جاءت شهرة ببيثني ويدوبرو بعد قيامه بتأسيس حركة فنية جمالية وهي الإبداع. ويعتبر من أعظم الشعراء الشيليين جنباً إلى جنب مع غبريالا ميسترال وبابلو نيرودا ونيكانور بارا و بابلو دي روخا.

## حياته
والده هو بيثنتي جارثيا ويوبرو ، ووالدته هي ماريا لويسا فرنانديز ، ولد في سانتياجو، ينتمي لعائلة ثرية ذات علاقة بالسياسة والمالية.تعد والدته ناشطة نسوية فكانت تستضيف العديد من الأمسيات الأدبية ، وكان والده ولي عهد ماركيز البيت الملكي.بعد أن قضي سنواته الأولي في أوروبا ، ألتحق في عام 1907 بمدرسة القديس اجناسيو بسانتياجو التابعة لجمعية يسوع.درس الأدب في جامعة تشيلي، قام بنشر كتابه أصداء الروح في سانتياجو عام 1911 ، وينتمي هذا العمل للفن الجديد.وفي العام التالي تزوج من مانويلا بيلو بورتاليس.قام بتأسيس وإدارة مجلة الشاب موسي ، حيث ظهر في هذه المجلة جزء من كتابه أغاني في المساء وأول قصيدة مبتكرة حيث يرسم القصيدة كالشكل الذي يتحدث عنه مثل : مثلث متناسق.وفي عام 1913 أدار مع كارلوس دياز (وهو الاسم احقيقي لبابلو دي روخا) الأعداد الثلاثة لمجلة أزرق ، ونشر كتب قصائده ككتاب كهف الصمت و أغاني في المساء.في عام 1914 أصدر الإعلان لن أخدم احداً مما عكس عقيدته الجمالية.وفي كتابه مروراً مروراً يعرض شكوكه الدينية وانتقاداته لليسوعيين مما جلب اللوم لعائلته.ونشر المعابد الخفية عام 1916 ، ومقالات أخرى وكانت تقع ولأول مرة تحت اسم بيثنتي ويدوبرو.

### رحلاته الي البلاد الأوروبية
قام ويدوبرو برحلات متكررة إلى أوروبا منذ شبابه، مما أكسبه ثروة ثقافية وذوقاً جمالياً رفيعاً. كانت تجربته الفكرية عميقة وخاصةً عندما كان مقيماً في باريس، عندما وصل إليها عام 1916 حيث التقي هناك ببيكاسو وخوان جريس و ماكس جاكوب وخوان ميرو وهم من العلامات البارزة في ذلك الوقت. كتب في مجلات أدبية جنباً إلى جنب مع شعراء بارزين مثل أبولينير و ريفيردي وتزارا وبريتون وأراجون، كما عمل أميديه أوزنفان ولو كوربوزييه في مجلة الروح الجديدة (L' Esprit Nóuveau)، إضافة إلى عمله في مجلات إسبانية أخرى.

قصيدة مثلث متناسق

## المدرسة الابداعية
هي حركة جمالية أصدرها بيثنتي ويدوبرو في منتدي بوينس أيريس عام 1916.وهو اتجاه يرفض التقليد حيث أن الشاعر يخلق عالمه الخاص.كما أن هذه الحركة تجعل من الشعر صورة تمثيلية.كما أنه يتجنب الوظيفة المرجعية للغة ، أي أن يكون عالم الأشياء ثانوي حيث يخلق عالم مرجعي للشعر نفسه ، وبهذا يهتم بالقصيدة نفسها وليس بما يتعلق بالقصيدة.ولقد اكد ويدوبرو أنه من الأساسي لكي تصبح شاعراً هو أن تبدع ، حيث ظل يقول ويقول :
| بيثنتي ويدوبرو | الأول أن تُبدع ثانياً أن تُبدع و ثالثاً أن تُبدع . | بيثنتي ويدوبرو |

.ومن أقواله أيضاً:
| بيثنتي ويدوبرو | أن الطبيعة تخلق شجرة أما الشاعر فيخلق قصيدة . | بيثنتي ويدوبرو |

.ويعتبر بداية الشعر الإبداعي في عام 1918 من خلال العمل الاستوائي لويدبرو.ولقد أصدر ويدوبرو إعلاناً يسمي إعلان الإعلانات عام 1925 حيث يوضح أن الشعر لابد أن يُخلق من قِبل الشعر بجميع أحاسيسه وبكل ما أوتي من قوة وبهذا يتحول الشاعر إلى رب خالق.وعندما نقوم بدراسة جوهر المدرسة الابداعية لابد أن نلجأ الي قصيدته الفن الشعري وهي من كتابه مرآة الماء عام 1916وفيها تشبيه للبيت الشعري كأنه مفتاح يقوم بفتح آلاف الأبواب ، كما أنه في نهاية القصيدة يشبه الشاعر كأنه رب صغير.

## أسلوبه الشعري
يستخدم الاستعارات بكثرة ، يهجر علامات الترقيم ، يخلق عالم جذاب وأقل تكراراً، توجد في قصيدته تأثيرات مرئية رائعة تعكس اللمعان الفكري للشاعر ، ويتجنب الوصف والحكايات ، ولا يهتم بالتراكيب.

## أعماله
أكثر من ثلاثين عمل من أشعار أو كتابات نثرية ومن أبرزهم:
- أصداء الروح 1911
- كهف الصمت 1913
- أغاني في المساء 1913
- مروراً مروراً 1914
- الاستوائي 1918
- برج ايفل 1918 باللغة الفرنسية
- قصائد القطب الشمالي 1918
- ألتاثور أو الركوب في المظلات 1931
- في القمر 1934
- القادمة 1934
- ثلاثة روايات نموذجية 1935
- القصائد الاخيرة 1948
- أعمال كاملة 1964

### ألتاثور أو الركوب في المظلات

كتاب ألتاثور

يُعد من أبرز أعمال ويدوبرو ، تم نشر هذا العمل في مدريد عام 1931.عرض ويدوبرو في هذا العمل لغة حطمت الكلاسيكية و التي كان يتم إدراجها داخل اتجاه الطليعة الذي نشأ في الثلث الأول من القرن العشرين.و ينقسم إلى سبع أغاني يسبقهم مقدمة ، ولقد تم إعادة كتابة هذه الأغاني عدة مرات علي مدي سنوات.ولهذا السبب تبدو الأغنية الأولي والثانية و البقية تعرض قضايا علي ما يبدو متباينة.وتعتبر الأغنية الأولي  الأكثر طولاً حيث تتكون علي ما يقرب من 700 بيت شعري ، وتُعد أيضاً الأكثر تنظيماً ، وفيها يتمثل الشاعر كأنه ألتاثور ( كلمة ألتاثور ليس لها معني محدد ولكن هي عبارة عن كيان يرجع في بعض الأحيان إلى خصائص رب أو شيطان). وعلى النقيض نجد الأغنية الثانية تتحدث عن الحب ، أما الثالثة فتتحدث عن الطبيعة ، والرابعة تكمن في الاستخدام اللغوي ، والخامسة تتحدث عن الأطفال والقلوب والخريف والورود والجبال ، أما السابعة فتختلف عن سابقيها حيث يعود فيها لاستخدامه للغة المبتكرة والمبدعة.

## روابط خارجية
- بيثنتي ويدوبرو على موقع الموسوعة البريطانية (الإنجليزية)
- بيثنتي ويدوبرو على موقع ميوزك برينز (الإنجليزية)
- بيثنتي ويدوبرو على موقع ديسكوغز (الإنجليزية)